# MIT計算機科學與人工智慧實驗室
MIT電腦科學與人工智慧實驗室（英語：MIT Computer Science and Artificial Intelligence Laboratory，縮寫為 ），美國麻省理工學院（MIT）的研究實驗室。

## 历史
於2003年將電腦科學實驗室與人工智慧實驗室合併後建立。位於史塔特科技中心之中，無論是人數或是研究領域，都是美國大學中最大規模的實驗室。駭客文化一般認為起源於這個實驗室，多位圖靈獎得主都出身於此實驗室中。